# 8311 Чжанданін
8311 Чжанданін (8311 Zhangdaning) — астероїд головного поясу, відкритий 3 жовтня 1996 року.
Тіссеранів параметр щодо Юпітера — 3,582.
Названо на честь китайського лікаря Чжан Даніна (кит.: 張大寧).